# Priorat Notre-Dame (Reugny)

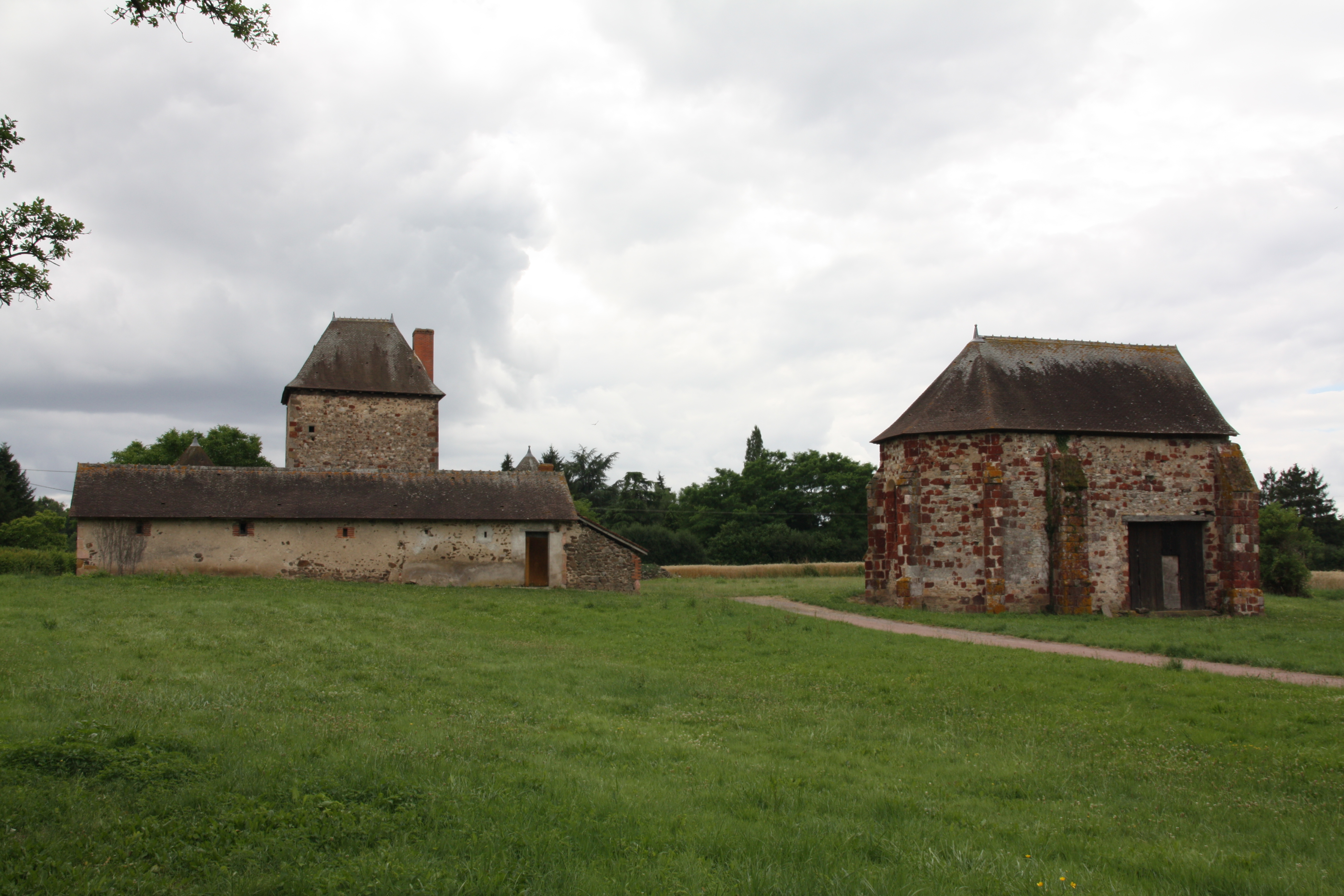
Ehemaliges Priorat in Reugny, rechts die Kapelle

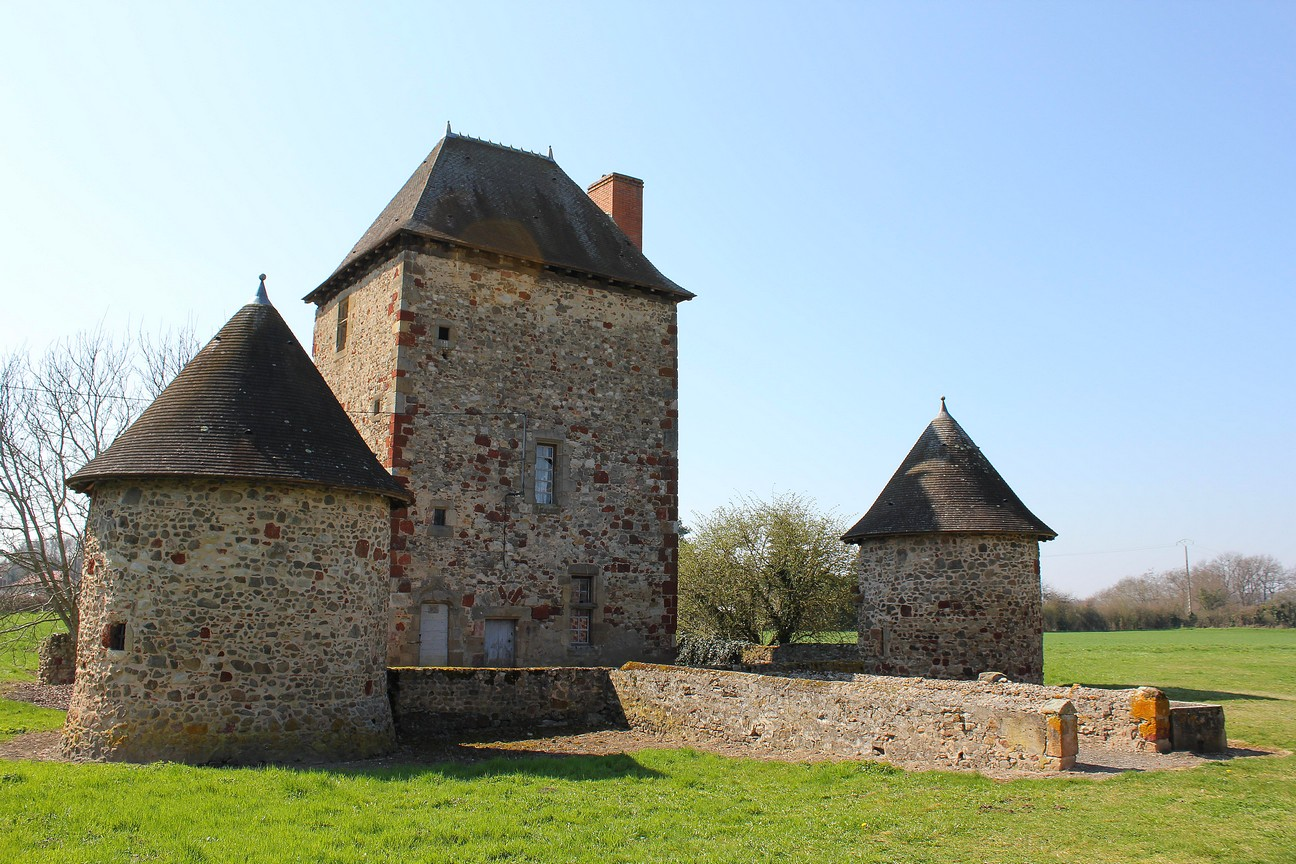
Wehrturm und Reste der Befestigung

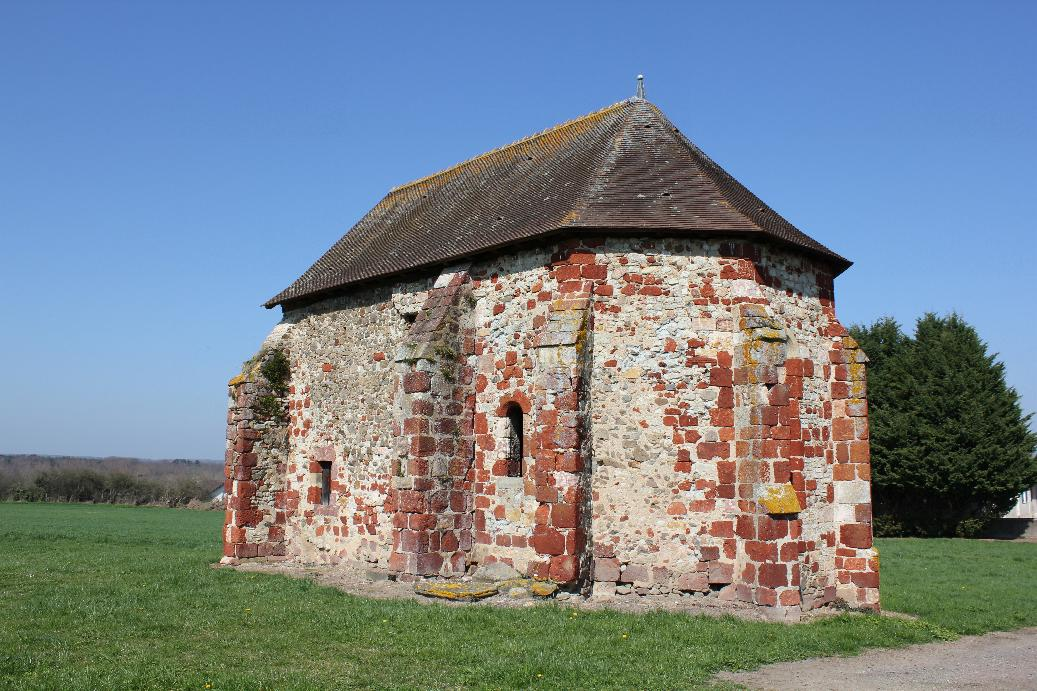
Kapelle des Priorats

Das ehemalige Priorat Notre-Dame südlich von Reugny, einer französischen Gemeinde im Département Allier der Region Auvergne-Rhône-Alpes, wurde im 12. und 14. Jahrhundert geschaffen. Im Jahr 1989 wurde das Priorat als Monument historique (Baudenkmal) klassifiziert. Das im 12. Jahrhundert gegründete Priorat bestand bis um 1632. Seit dem Jahr 1650 werden die Gebäude als Bauernhof genutzt.

## Beschreibung
Die Anlage besteht aus einem befestigten Wohnhaus, einer Kapelle und einem landwirtschaftlich genutzten Gebäude sowie weiteren kleineren Nebengebäuden. Das eingeschossige Wohnhaus wird von einem rechteckigen Donjon flankiert. Dieser war ursprünglich von einem Wassergraben, einer Mauer und vier Rundtürmen umgeben, von denen noch zwei erhalten sind. Diese Verteidigungsanlage erreichte man über eine Zugbrücke.
Der zwölf Meter hohe Wehrturm besaß auf beiden Geschossen jeweils einen großen Raum. Im Erdgeschoss ist der große Kamin erhalten.

### Kapelle
Die Kapelle aus Bruchsteinmauerwerk mit Strebepfeilern aus Hausteinen steht etwas abseits. Wegen der Nutzung als Scheune wurde eine große Toreinfahrt eingebrochen. Der Saalbau besitzt eine dreiseitige Apsis. Von den Wandmalereien des 14. Jahrhunderts in der Apsis sind noch Reste erhalten. Die Darstellung von Christus im Stil der Romanik ist noch zu erkennen.
Die Kapelle, in der bis 1786 Gottesdienste stattfanden, war von einem Friedhof der Mönche umgeben.